# Baârsajhan Gana
Baârsajhan Gančimėg, detta Gana (in mongolo: Баярсайханы Ганчимэг, traslitterato anche come Bayarsaikhan; Ulan Bator, ...), è un'attrice e modella mongola.

## Biografia
Nata a Ulan Bator, è la minore dei due figli di un militare e una pediatra. È cresciuta tra la città e le praterie dove viveva sua nonna, una nomade.
Ha cominciato a lavorare come modella a Londra, posando per riviste come Schön!. Dopo aver studiato recitazione, ha fatto il suo esordio d'attrice con il film Ex Machina (2015), interpretando una delle androidi femminili di cui si circonda lo scienziato interpretato da Oscar Isaac. Dopo alcune parti minori al cinema e in televisione, si è fatta notare nel 2019 come la "ragazza barbara" del film drammatico Waiting for the Barbarians, tratto dall'omonimo romanzo del premio Nobel J. M. Coetzee, in cui Baârsajhan ha diviso la scena con attori come Mark Rylance, Robert Pattinson e Johnny Depp.
È stata poi tra i protagonisti della serie televisiva di Sky One Intelligence (2020–23).

## Filmografia

### Cinema
- Ex Machina, regia di Alex Garland (2015)
- Wonder Woman, regia di Patty Jenkins (2017)
- Waiting for the Barbarians, regia di Ciro Guerra (2019)

### Televisione
- Peaky Blinders – serie TV, episodio 5x04 (2019)
- Intelligence – serie TV, 13 episodi (2020-2023)
- Regine del mistero (Queens of Mystery) – serie TV, episodi 2x03-2x04 (2021)
- Documentary Now! – serie TV, episodi 4x01-4x02 (2022)